# شاتوبرنار
شاتوبرنار (به فرانسوی: Châteaubernard) یک کمون در فرانسه است که در کانتون کنیاک-سود واقع شده‌است.

## خصوصیات
شاتوبرنار ۱۳٫۳۱ کیلومترمربع مساحت و ۳٬۸۹۹ نفر جمعیت دارد و ۴۰ متر بالاتر از سطح دریا واقع شده‌است.